# Ск'явона

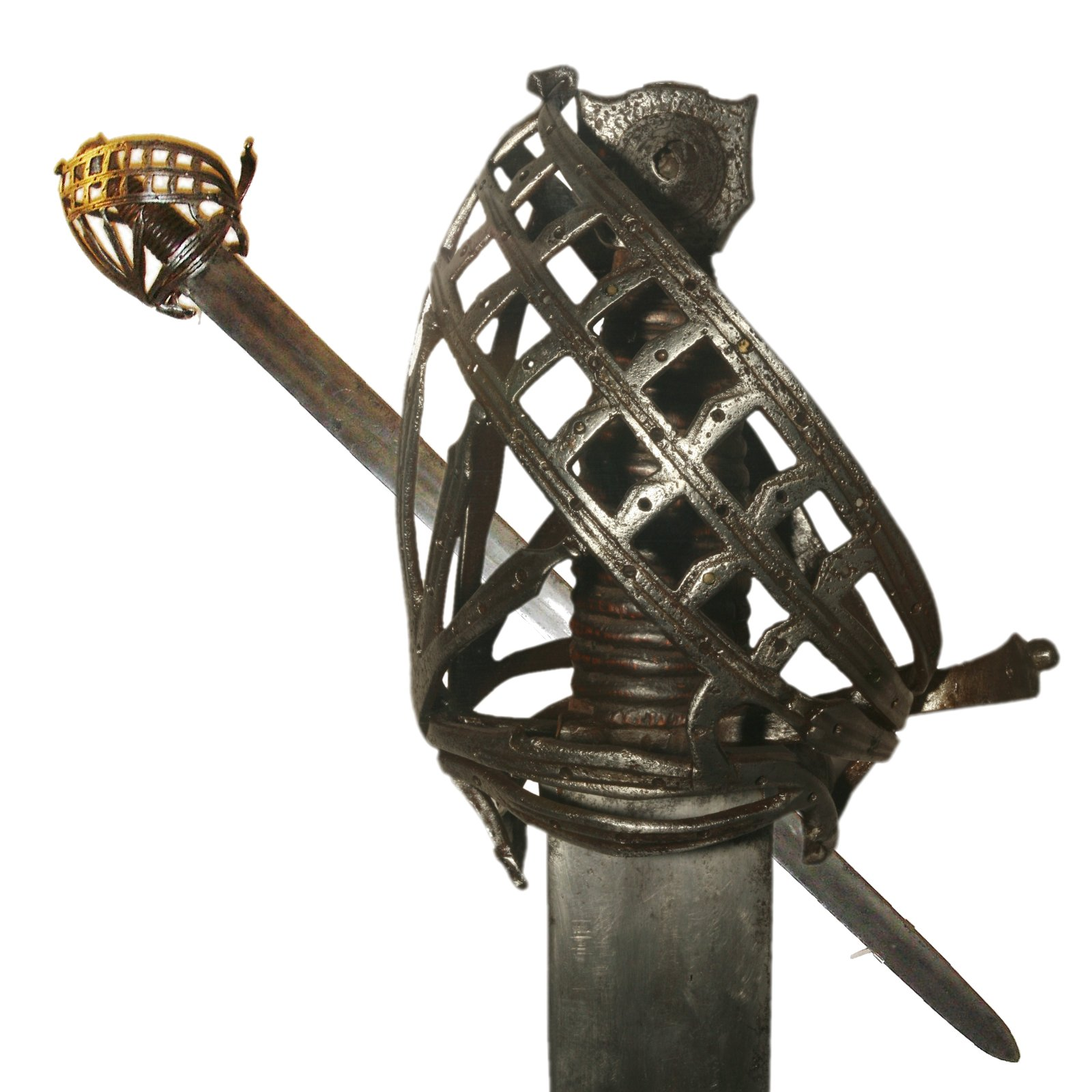
Ск'явона

Ск'явона (лат. schiavona — слов'янський) — різновид холодної зброї, поширений в епоху Відродження у Венеційській республіці. Ск'явона є одним з підвидів кошикових мечів.
Особливість меча полягає у своєрідному кошику, зробленому з окремих металевих планок, створюючи характерне навершя «котяча голова», практичне застосування якого полягало у захисті руки фехтувальника. Навершя мечів відрізнялись, від грубо з'єднаних шматків металу, позбавлених симетрії, до деталізованих художніх виробів, що містили в собі візерунки та маски. Навершя виготовляли з заліза, бронзи, латуні і срібла.
В середньому довжина меча ~1 м, довжина клинка ~93 см, вага ~1200 г.
Не дивлячись на те, що ск'явона вважалась мечем для рублячих ударів, баланс, якого досягли при виготовленні меча дозволяв воїну фехтувати зброєю, що свідчить про ідеальну форму. Ск'явона пізнього періоду відрізнялась від попередніх якісною цільнометаловою литою гардою.

## Походження
Назву ск'явоне меч отримав на честь слов'ян зі східного узбережжя Адріатики, які використовували такі мечі на венеційській службі. У середньовічних писемних джерелах Дубровника термін «Склавонія» відноситься до Сербії.
У сучасній італійській мові слово schiavo означає «раб», а slavo — «слов'янин». У венеційській італійській мові, сучасній самому мечу, це слово відноситься до «слов'янської жінки» і може бути обмежено далматинкою. Цей переклад цікавий тим, що припускає, що назва зброї відповідає звичці називати меч «вона». Незважаючи на це, загальне визначення для schiavona, яке цитується в багатьох текстах, зокрема означає «найнятий солдат», ймовірно, неправильне.
Незважаючи на плутанину із самою назвою, schiavona, безумовно, може бути асоційована з солдатами, набраними з лав впливу Венеції на Балканах. Ці військові служили бойовою силою, використовуючи свої мечі в Іспанії, як охоронці дожа Венеції та як воїни проти османів. Саме розповіді про цих слов'янських воїнів так тісно пов'язали їх із мечем ск'явона.
У венеційських історичних джерелах згадується spade schiavonesche, датовані приблизно другою половиною 15 століття. Вважається, що мечі ск'явони виникли на їх базі дещо пізніше в Італії та Далмації. Поширення цього виду меча у XVIII ст. широко відомо серед страдіотів на службі Венеції.

## Будова
Для ск'явони характерне навершя доповнюється дизайном рукоятки, який, здебільшого, включає в себе унікальну методологію конструкції рукоятки кошика.
Основні планки ск'явони, з'єднані на кінцях поперечини, діагонально нахилені до площини леза, на відміну від інших видів кошикових мечів, в яких нахил планки паралельний. Весь кошик зазвичай залишають вільно плаваючим і не прикріпленим до навершя. У деяких прикладах у наверші просвердлюється отвір і використовується дротяна петля або кільце, щоб прив'язати навершя до щитка кістяка.

За класифікацією Е. Оукшотта існує дві основні категорії меча ск'явона: Тип 1 і Тип 2. Тип 2 також поділяється на два підтипи за складністю кошика, 2а і 2b. Для обох типів характерною є «котяча голова» навершя.
Тип 1 є візуально простішим, зазвичай виконаний без орнаменту, хоча трапляються винятки. Металеві дужки сплющені, широкі та мають форму листя, можуть відрізнятися в розмірі та способі згинання. У нижній частині розташовувались дві дужки, що перетинались, скріплюючись на кінцях. Задній кільйон розширявся на кінці, вигинаючись назовні. Зворотня сторона ефесу була простою, кріплячись, утворювала кільце для великого пальця. Тип 1 завжди мав навершя у вигляді «котячої голови», хоча існувала варіативність форм та матеріалів.
Гарда Типу 2 була більш складною, утворювалась з дужок, що розширялись перед затисканням всередину, довершуючись ручкою. Задній кільйон майже завжди має ту саму форму, вигинаючись назовні. Верхні захисні петлі руків'я, на відміну від трьох сплюснутих дуг Типу 1, утворені з пари діагональних вузьких брусків, з'єднаних між собою кількома короткими планами під прямим кутом до петель. Зворотня сторона набагато складніша, ніж в Типу 1, як правило, має більш повну структуру та «скульпторну» форму.

Типи 2a і 2b мають ту саму загальну будову, що й стандартна рукоять типу 2. Єдина відмінність полягає в тому, що Тип 2a має три діагональні петлі, які утворюють два ряди вирізаних фігур, а не один ряд. Дизайн Типу 2b деталізується, додаючи ще один ряд захисних петель, утворюючи три ряди вирізаних фігур.